# Симонини (Кунео)
Симонини је насеље у Италији у округу Кунео, региону Пијемонт.
Према процени из 2011. у насељу је живело 104 становника. Насеље се налази на надморској висини од 475 м.